# Фокс, Фрэнсис
Фрэнсис Фокс (2 декабря 1939 — 24 сентября 2024) — канадский политик, член Сената (2005—2011), министр связи и коммуникаций (1980—1984).
Родился в Монреале, Квебек. Получил юридическое образование.
Впервые избран в Палату общин Канады на выборах 1972 года как кандидат от Либеральной партии по избирательному округу Аржантей—Де-Монтань, Квебек. Переизбран там же на выборах 1974 года. На выборах 1979 и 1980 годов избран депутатом от округа Бленвиль—Де-Монтань. На выборах 1984 года потерпел поражение.
Парламентский секретарь министра юстиции и генерального прокурора Канады с 1975 по 1976 год.
С 1976 года генеральный солиситор Канады в кабинете Пьера Трюдо. Был вынужден уйти в отставку 27 января 1978 года, когда стало известно, что он подделал подпись мужа своей любовницы на форме, дающей ей разрешение на аборт.
Вернулся в кабинет после выборов 1980 года, когда Трюдо назначил его на должность государственного секретаря Канады (до 1981) и министра коммуникаций (03.03.1980-29.06.1984). Затем занимал пост министра торговли 30 июня — 17 сентября 1984 года в недолговечном правительстве Джона Тёрнера.
После отставки правительства Тёрнера работал в различных юридических и консалтинговых фирмах.
Был назначен в Сенат от региона Виктория по рекомендации Пола Мартина 29 августа 2005 года и объявил о своей отставке 30 ноября 2011 года, которая вступила в силу 2 декабря.
Умер 24 сентября 2024 года в возрасте 84 лет.